# Podocarpus sprucei
Podocarpus sprucei är en barrträdart som beskrevs av Filippo Parlatore. Podocarpus sprucei ingår i släktet Podocarpus och familjen Podocarpaceae. IUCN kategoriserar arten globalt som livskraftig. Inga underarter finns listade i Catalogue of Life.